# رود زيمر
رود زيمر (بالإنجليزية: Rod Zimmer)‏ هو سياسي كندي، ولد في 19 ديسمبر 1942 في كندا، وتوفي في 7 يونيو 2016 بأوتاوا في كندا. حزبياً، نشط في الحزب الليبرالي الكندي. وقد انتخب عضو مجلس الشيوخ الكندي.